# 45è Festival Internacional de Cinema de Berlín
El 45è Festival Internacional de Cinema de Berlín va tenir lloc entre el 9 i el 22 de febrer de 1995. L'Os d'Or fou atorgat a la pel·lícula francesa L'appât dirigida per Bertrand Tavernier. Al festival es va mostrat una retrospectiva dedicada a l'actor estatunidenc Buster Keaton.

## Jurat
Les següents persones foren nomenades com a membres del jurat:
- Lia van Leer (presidenta)
- Georgi Djulgerov
- Siqin Gaowa
- Alfred Hirschmeier
- Christiane Hörbiger
- Vadim Yusov
- Dave Kehr
- Michael Kutza
- Pilar Miró
- Tsai Ming-liang

## Pel·lícules en competició
Les següents pel·lícules van competir per l'Os d'Or i per l'Os de Plata:
| Títol original                        | Director(s)                            | País                          |
| ------------------------------------- | -------------------------------------- | ----------------------------- |
| The Addiction                         | Abel Ferrara                           | Estats Units                  |
| L'appât                               | Bertrand Tavernier                     | França                        |
| Before Sunrise                        | Richard Linklater                      | Estats Units, Àustria, Suïssa |
| Butterfly Kiss                        | Michael Winterbottom                   | Regne Unit                    |
| Les cent et une nuits de Simon Cinéma | Agnès Varda                            | França, Regne Unit            |
| Colpo di luna                         | Alberto Simone                         | Itàlia, Països Baixos, França |
| El callejón de los milagros           | Jorge Fons                             | Mèxic                         |
| El rey del río                        | Manuel Gutiérrez Aragón                | Espanya                       |
| Gui tu''                              | Raymond Leung                          | Hong Kong                     |
| Hades                                 | Herbert Achternbusch                   | Alemanya                      |
| Hong mei gui bai mei gui              | Stanley Kwan                           | Hong Kong, Taiwan             |
| Hong fen                              | Li Shaohong                            | Hong Kong, R.P. de la Xina    |
| Nobody's Fool                         | Robert Benton                          | Regne Unit                    |
| Pyesa dlya passazhira                 | Vadim Abdrashitov                      | Rússia                        |
| Sh'Chur                               | Shmuel Hasfari                         | Israel                        |
| Silent Fall                           | Bruce Beresford                        | Estats Units                  |
| Smoke                                 | Wayne Wang                             | Estats Units                  |
| Taebek sanmaek                        | Im Kwon-taek                           | Corea del Sud                 |
| Ti kniver i hjertet                   | Marius Holst                           | Noruega                       |
| Transatlantis                         | Christian Wagner                       | Alemanya                      |
| Un bruit qui rend fou                 | Alain Robbe-Grillet, Dimitri de Clercq | França, Bèlgica, Suïssa       |
| When Night Is Falling                 | Patricia Rozema                        | Canadà                        |
| Xiatian De Xue                        | Ann Hui                                | Hong Kong                     |

## Premis

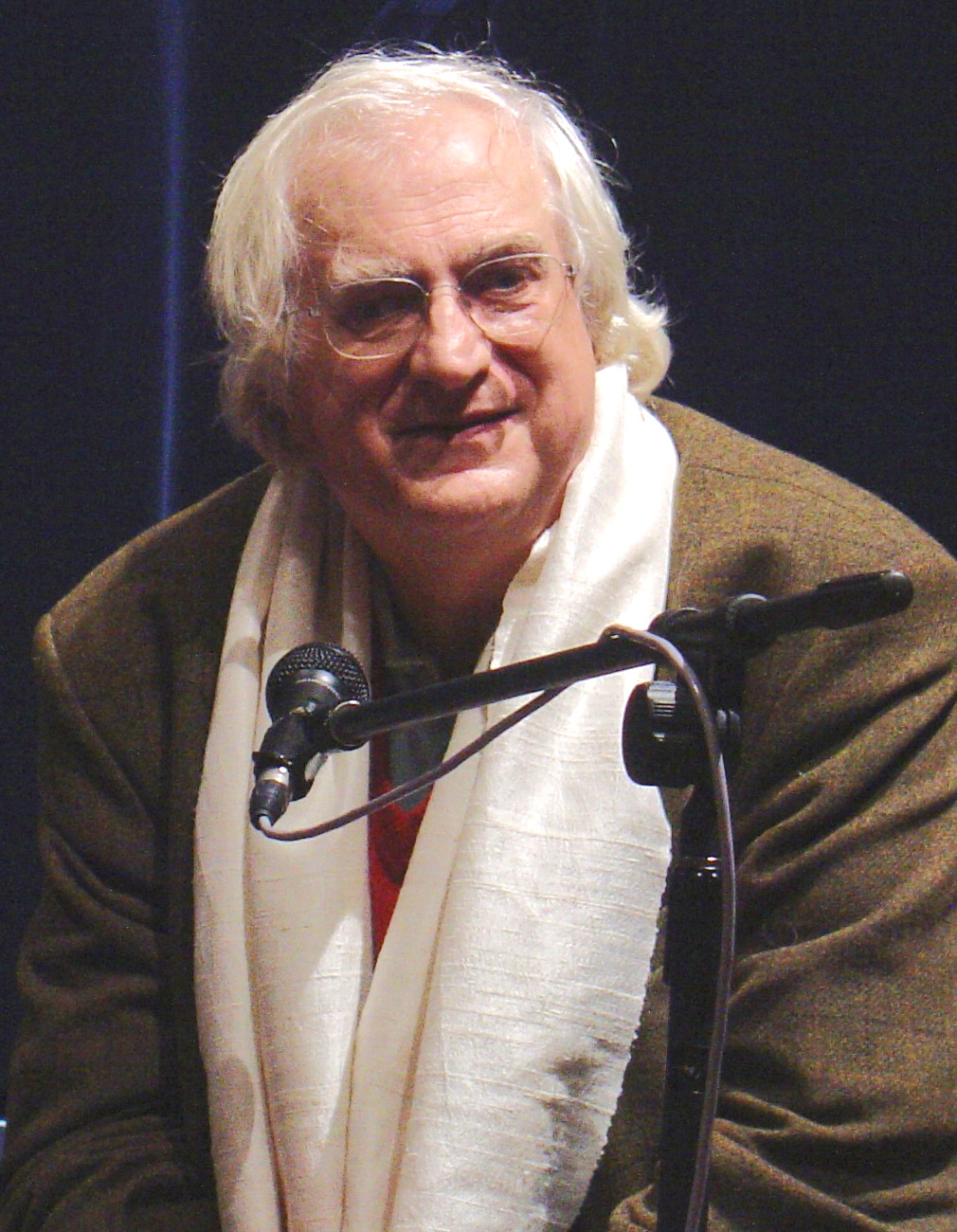
Bertrand Tavernier, guanyador de l'Os d'Or al festival

El jurat va atorgar els següents premis:
- Os d'Or: L'appât de Bertrand Tavernier
- Os de Plata - Premi Especial del Jurat: Smoke de Harvey Keitel
- Os de Plata a la millor direcció: Richard Linklater per Before Sunrise
- Os de Plata a la millor interpretació femenina: Josephine Siao per Xiatian De Xue
- Os de Plata a la millor interpretació masculina: Paul Newman per Nobody's Fool
- Os de Plata per un èxit únic excepcional: Hong fen
- Os de Plata: Pyesa dlya passazhira
- Menció honorífica:
  - El callejón de los milagros de Jorge Fons
  - Colpo di luna d'Alberto Simone
  - Sh'Chur d'Shmuel Hasfari
- Premi Blaue Engel: Ti kniver i hjertet de Marius Holst
- Os d'Or honorífic: Alain Delon